# Capitão Derrite
Guilherme Muraro Derrite (Sorocaba, 10 de outubro de 1984), mais conhecido como Capitão Derrite, é um policial militar e político brasileiro, filiado ao Progressistas (PP).
É deputado federal por São Paulo desde 2019 e atual Secretário de Segurança Pública de São Paulo no governo Tarcísio de Freitas.

## Trajetória
Nas eleições de 2018, foi eleito deputado federal por São Paulo, sendo reeleito em 2022. Ele é conhecido por sua passagem pela Rondas Ostensivas Tobias de Aguiar (ROTA), da qual foi afastado por excesso de letalidade.
É oficial da reserva da Polícia Militar do Estado de São Paulo (PMESP), comandou pelotão da ROTA, de 2013 a 2015 e contribuiu para a formação de mais de mil policiais militares no Curso de Formação de Soldados da PMESP. Prestou concurso interno e passou a servir no Corpo de Bombeiros, onde atuou como porta-voz durante o incêndio e desabamento do prédio no Largo do Paissandu, em 2018.
Em outubro de 2018, foi eleito deputado federal por São Paulo. Desde o início da Legislatura, compôs as comissões mais relevantes da casa, como a Comissão de Segurança Pública e Combate ao Crime Organizado e a Comissão de Constituição e Justiça.
Em seu primeiro mandato, aprovou projetos de lei como o PLP 150, que deu origem à Lei Complementar 191, para a retomada da contagem de tempo de serviço dos profissionais da segurança pública e saúde. Aprovou também o PL 6579/13, de sua relatoria, que acaba com as saídas temporárias de presos no Brasil, entre outros três projetos que foi coautor.
Desenvolveu o plano de governo durante a campanha do atual governador de São Paulo, Tarcísio de Freitas, e atualmente é Secretário de Segurança Pública do Estado de São Paulo.

## Desempenho eleitoral
| Ano  | Eleição                         | Partido | Candidato a      | Votos   | %     | Resultado | Ref   |
| ---- | ------------------------------- | ------- | ---------------- | ------- | ----- | --------- | ----- |
| 2018 | Eleições estaduais em São Paulo | PP      | Deputado Federal | 119.034 | 0,59% | Eleito    | [ 7 ] |
| 2022 | Eleições estaduais em São Paulo | PL      | Deputado Federal | 239.772 | 1,01% | Eleito    | [ 4 ] |

## Carreira política no estado de São Paulo
É o atual secretário da Pasta da Segurança Pública do Estado de São Paulo na gestão de Tarcísio de Freitas, empossado em 1.º de janeiro de 2023. Sua gestão foi criticada pelo aumento exponencial de 98% nos índices de violência policial a qual foi atrelada à percepção de impunidade aos agentes policiais que cometeram crimes ou agiram com abuso de poder, mesmo dentro da corporação. A gestão também foi condenada em razão do caso do jovem Marcelo do Amaral, que teve imagens suas gravadas sendo jogado de uma ponte por um Policial Militar, bem como pelas ações letais empregadas na Baixada Santista no início de 2024.
Em 6 de dezembro de 2024, os deputados estaduais da oposição da Assembleia Legislativa do Estado de São Paulo protocolaram um pedido de impeachment contra Guilherme Derrite. O pedido foi feito após o aumento de casos de violência policial ocorridos no estado.
Também em dezembro de 2024, os deputados estaduais Emídio de Souza e Ivan Valente entraram com ações na Justiça de São Paulo para pedir a suspensão da Ouvidoria Setorial criada pela Secretaria da Segurança Pública, sob a gestão de Guilherme Derrite. A ação pede a suspensão da Resolução 66/2024, que criou o novo aparelho, além da intimação para o Ministério Público de São Paulo acompanhar a questão. Para o deputado, a nova ouvidoria viola princípios constitucionais, e representa um “retrocesso administrativo”. Isso porque, uma vez vinculado diretamente à Secretaria de Segurança Pública, o novo aparelho não teria autonomia garantida, como acontece com a já existente Ouvidoria das Polícias. Além da falta de independência, o pedido aponta que a existência de duas ouvidorias irá gerar uma ambiguidade para o cidadão, desestimulando denúncias contra casos de má conduta policial. Segundo o texto, a criação da “ouvidoria paralela” mina o controle social sob a polícia e fragiliza a credibilidade das instituições públicas. A chamada “ouvidoria paralela” vem sendo questionada por entidades de direitos humanos que a veem como uma tentativa de esvaziamento da Ouvidoria das Polícias — órgão cuja função é receber denúncias, sugestões, reclamações, entre outros, envolvendo os agentes de segurança pública, com autonomia administrativa para apuração de violações.

#### Filiação ao Progressistas e Pré-Candidatura ao Senado Federal
Em um evento em São Paulo no dia 22 de abril de 2025, Derrite oficializou sua saída do Partido Liberal (PL) e filiação ao Progressistas (PP). A cerimônia contou com a forte presença de figuras políticas, como o Governador de São Paulo, Tarcísio de Freitas (Republicanos); do presidente nacional do PL, Valdemar Costa Neto; do presidente da Assembleia Legislativa de São Paulo (Alesp), André do Prado (PL); do deputado federal e presidente estadual do PP em São Paulo, Maurício Neves; além de diversas autoridades.
No evento, Derrite também anunciou a sua pré-candidatura ao Senado Federal nas eleições de 2026.